# Championnats d'Afrique de boxe amateur 2011
Navigation
Édition précédente Édition suivante
La 16e édition des championnats d'Afrique de boxe amateur s'est déroulée à Yaoundé, Cameroun, du 3 au 10 juin 2011. 

## Résultats

### Podiums
| Catégories                  | Or                      | Argent                     | Bronze                                 |
| Poids mi-mouches (-49 kg)   | Thomas Essomba          | Abdelali Daraa             | Lobogang Pilane Bathusi Mogajane       |
| Poids mouches (-52 kg)      | Ludovic Bactorat        | Abdelfatah Nafil           | Raoul Adjaho Samir Brahimi             |
| Poids coqs (-56 kg)         | Mohamed Amine Ouadahi   | Bruno Julie                | Tirafalo Seoko Romeo Lemboumba         |
| Poids légers (-60 kg)       | Abdelkader Chadi        | Abdon Mewoli               | Mmoloki Nogeng Shafiq Chitou           |
| Poids super-légers (-64 kg) | Richarno Colin          | Barag Sid Ali              | Gomotsang Gaasite Babou Mahaman Smaila |
| Poids welters (-69 kg)      | James Kennedy St.Pierre | Ilyas Abbadi               | Joseph Mulema Amor Bahri               |
| Poids moyens (-75 kg)       | Abdelmalek Rahou        | Youness Gharroumi          | Hassan Chagtemi Jovette Jean           |
| Poids mi-lourds (-81 kg)    | Yahia El-Mekachari      | Amine el-Mohammadi el-Alfy | Keddy Agnes Christian Donfack          |
| Poids lourds (-91 kg)       | Romaric Ngoula Tangoum  | Chouaib Bouloudinat        | Tsenang Mohuhutso Kevin Kuadjovo       |
| Poids super-lourds (+91 kg) | Blaise Yepmou           | Mohamed Arjaoui            | Aymen Trabelsi Kamel Rahmani           |

### Tableau des médailles
| Place | Pays              | Médaille d'or, monde | Médaille d'argent, monde | Médaille de bronze, monde | Total |
| ----- | ----------------- | -------------------- | ------------------------ | ------------------------- | ----- |
| 1     | Algérie           | 3                    | 3                        | 2                         | 8     |
| 2     | Cameroun          | 3                    | 1                        | 3                         | 7     |
| 3     | Maurice           | 3                    | 1                        | 0                         | 4     |
| 4     | Tunisie           | 1                    | 0                        | 3                         | 4     |
| 5     | Maroc             | 0                    | 4                        | 0                         | 4     |
| 6     | Égypte            | 0                    | 1                        | 0                         | 1     |
| 7     | Botswana          | 0                    | 0                        | 5                         | 5     |
| 8     | Seychelles        | 0                    | 0                        | 2                         | 2     |
| 8     | Bénin             | 0                    | 0                        | 2                         | 2     |
| 10    | Afrique du Sud    | 0                    | 0                        | 1                         | 1     |
| 10    | Gabon             | 0                    | 0                        | 1                         | 1     |
| 10    | Togo              | 0                    | 0                        | 1                         | 1     |
| Total | 12 pays médaillés | 10                   | 10                       | 20                        | 40    |